# 圣方济各堂 (欧鲁普雷图)

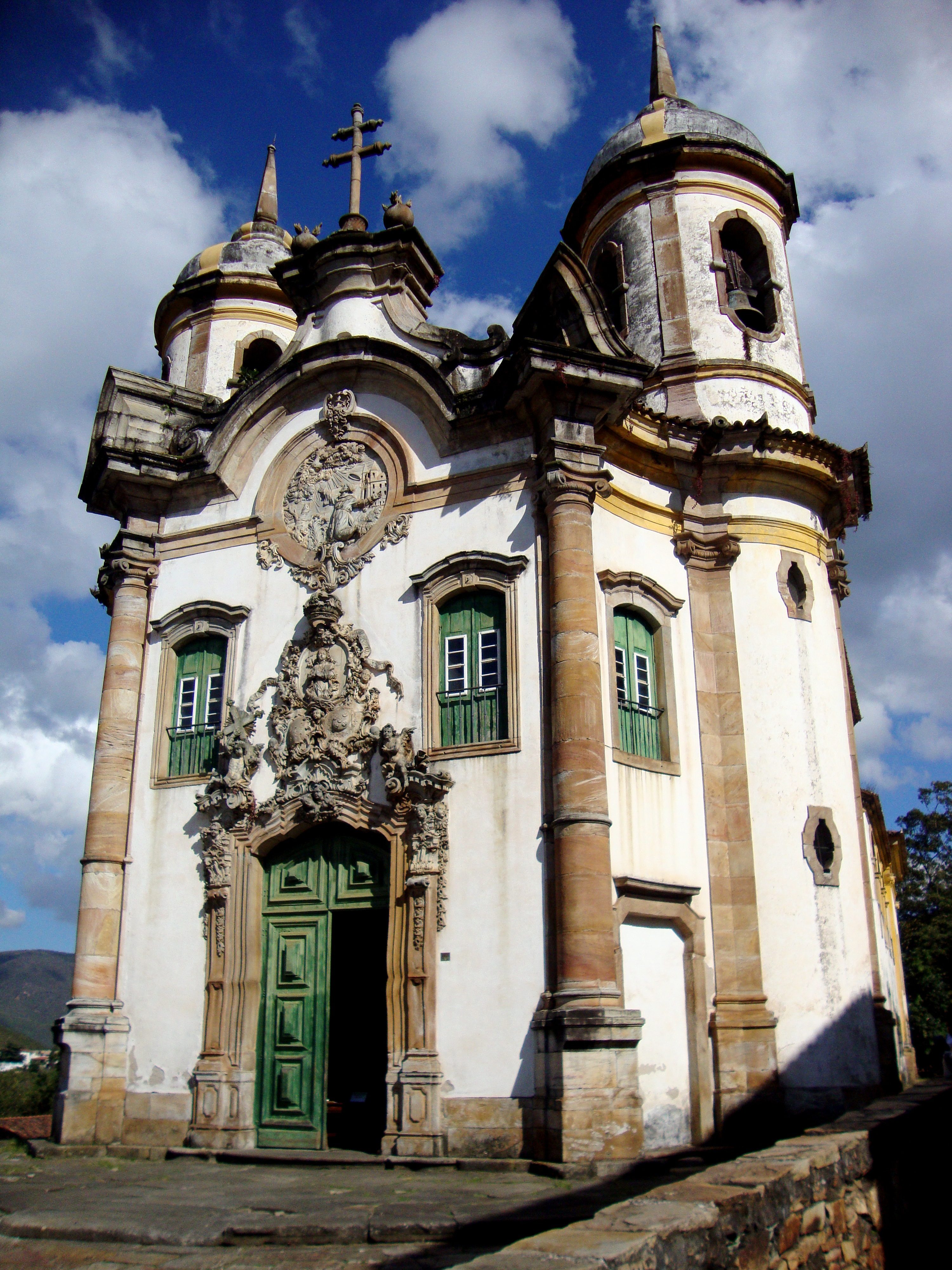

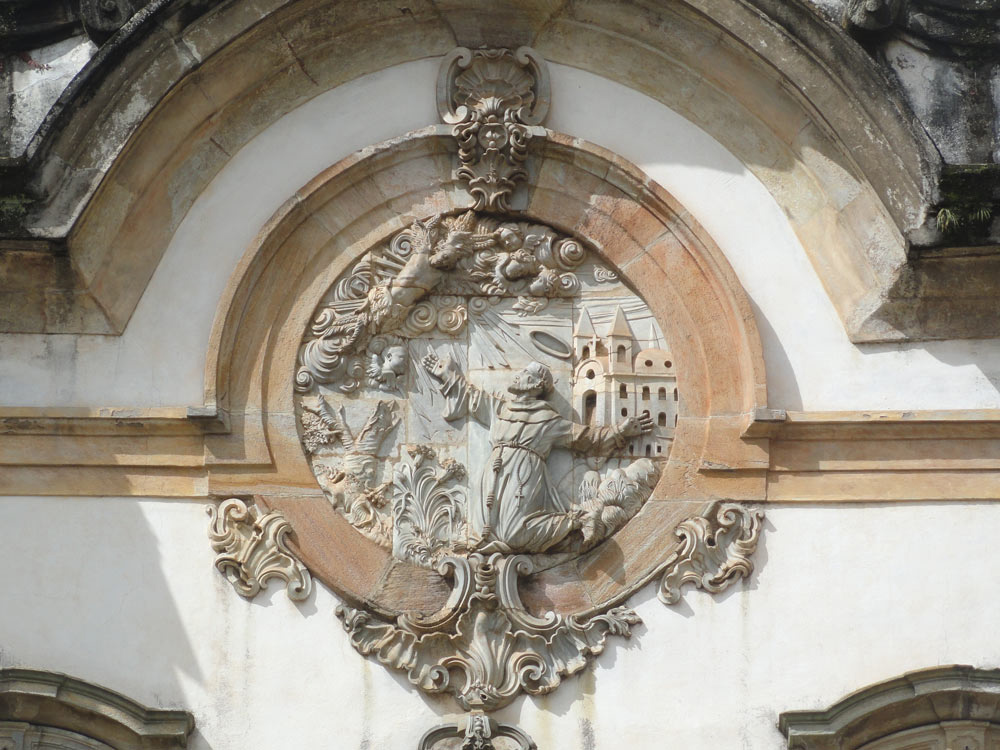

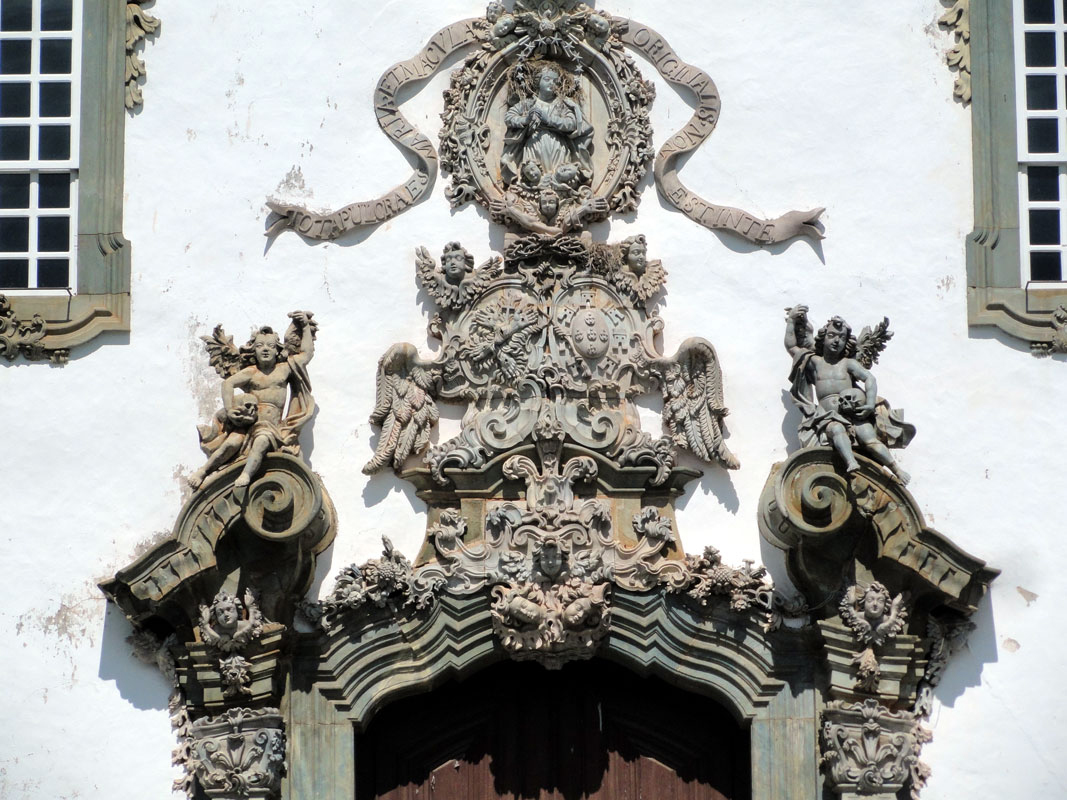

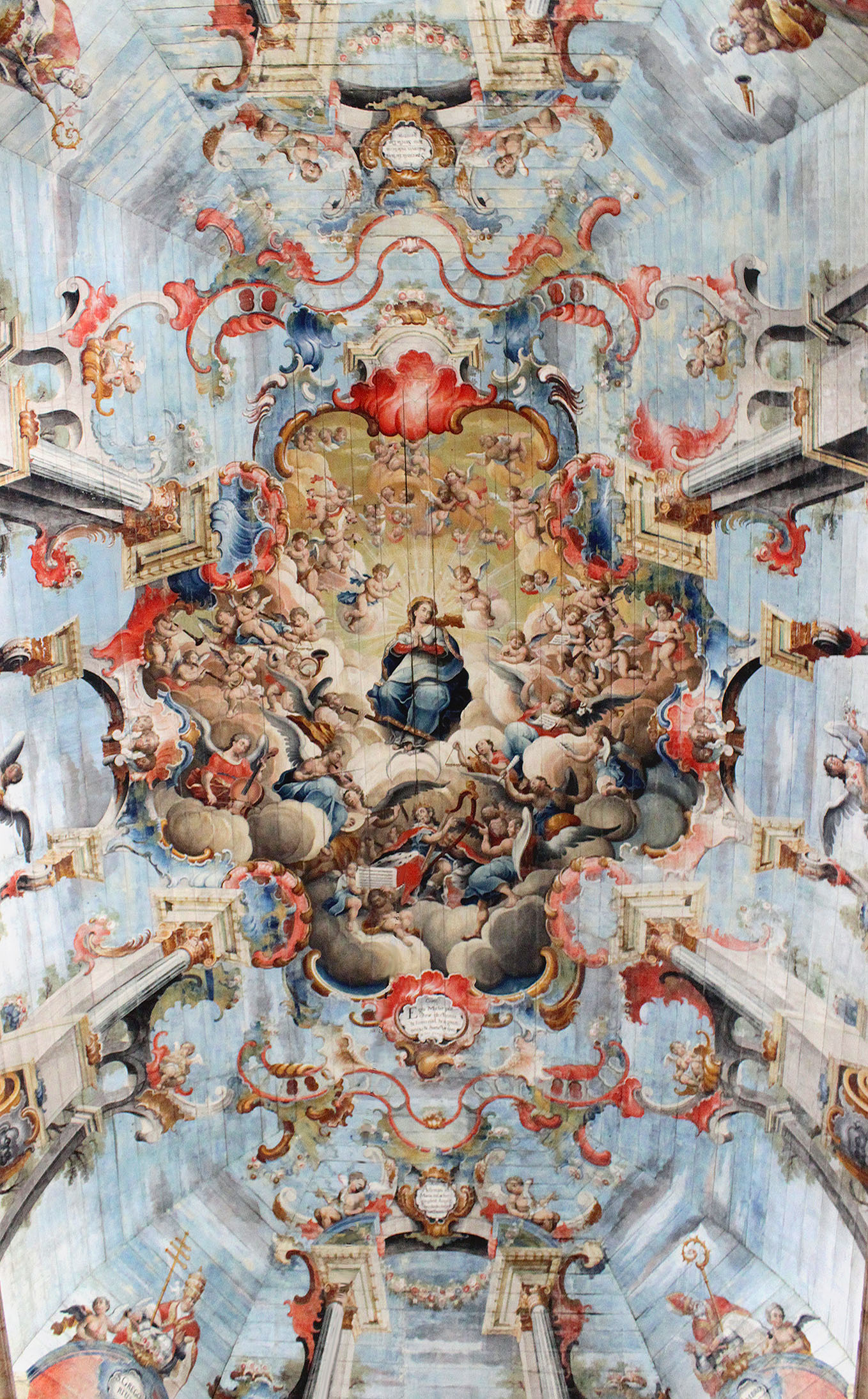

圣方济各堂（葡萄牙语：Igreja de São Francisco de Assis）是一座洛可可风格的罗马天主教教堂，位于巴西米纳斯吉拉斯州欧鲁普雷图。
该堂始建于1766年，由巴西建筑师、雕塑家安东尼奥·弗朗西斯科·里斯本（Antônio Francisco Lisboa）设计。教堂的建筑和内部的雕刻的装饰都是他的作品，直到19世纪末才完成。拥有圆形的钟楼，体现当时巴西宗教建筑特征的浮雕。入口的浮雕描绘受聖傷的圣方济各。内部装饰丰富，遍布黄金、雕像和绘画，以及曼努埃尔·达科斯塔·阿塔德（Manuel da Costa Ataíde）的天花板壁画。
由于其建筑和历史意义，该堂被列为世界遗产，也是世界七大源自葡萄牙的奇蹟之一。

## 艺术
里斯本和米纳斯吉拉斯都以洛可可建筑而闻名。这种建筑风格非常华丽，常见于十八世纪的教堂中，根据不同欧洲国家的影响，其风格差异各不相同。 与这些精致的建筑 往往是巴洛克风格的绘画和雕塑。 正如鲁尔大学的莫妮卡·考普博士所说，“通过让装饰在内墙、祭坛和立面上的骚动，达成了疯狂的巴洛克效果。”。
圣方济各堂体现洛可可元素，包括立面、镀金雕刻、遍布整个教堂的浮雕。与建筑风格一致，这座教堂还包括梅斯特雷·阿塔伊德的殖民地洛可可画作。他最著名的作品是教堂的天花板壁画，描绘圣母玛利亚被使用各种乐器的天使包围。画的外缘则描绘 主教和圣徒，在巨大的柱子之间。

## 历史意义

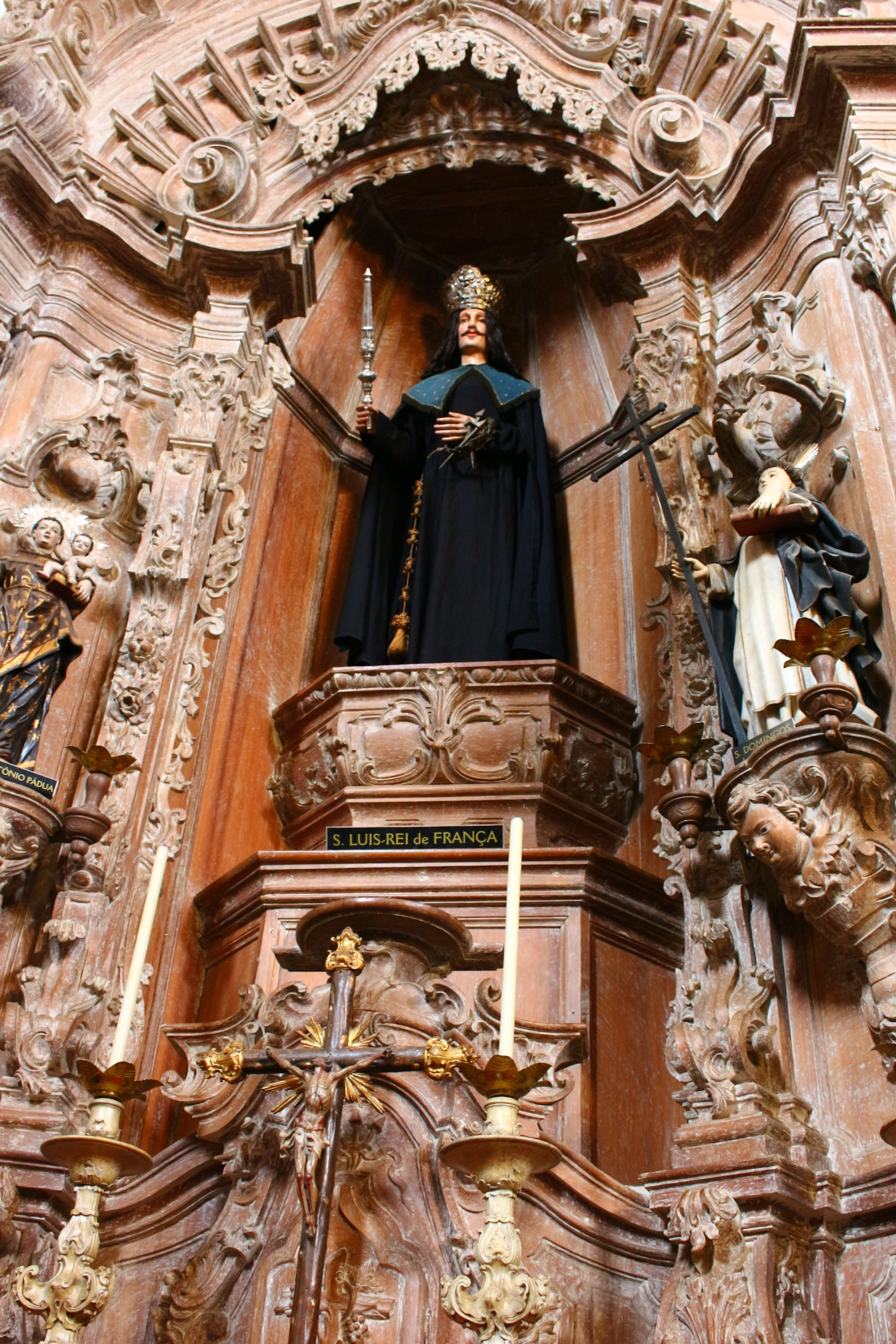

圣方济各堂位于巴西米纳斯吉拉斯州欧鲁普雷图。该城是联合国教科文组织的世界遗产，以巴洛克建筑著称。 保存完好的葡萄牙殖民建筑，包括圣方济各堂，以及教堂内的艺术品，都是巴洛克复兴风格（又名洛可可或晚期巴洛克）。  
欧鲁普雷图是巴西殖民地的主要矿业城市，在殖民地经济中发挥重要作用。建筑风格，其复杂的设计，以及大量使用黄金，体现了城市的历史，以及在18世纪来自黄金开采的财富。 正如 艺术史专家Robert C. Smith 指出的，巴西建筑的本土影响程度不如其他拉丁美洲国家。相反，巴西的殖民建筑，特别是在米纳斯吉拉斯州，比合成的土著-欧洲风格在风格上更具葡萄牙风格。这种建筑风格，及其与殖民地经济的联系，得到了教会的支持。
正如苏泽尔·阿娜·雷利（Suzel Ana Reily）所言，
“在拉丁美洲，巴洛克的境界事实上在宗教领域中最为引人注目。巴洛克式的理想受到教会的极大鼓励，特别是通过耶稣会的活动，努力遏制更正教在伊比利亚殖民据点的扩张。随着在17世纪，在今天的米纳斯吉拉斯州发现了黄金，也有可观的财富，这大大加强了巴洛克式的炫耀倾向。这些财富大部分用于教堂的建造和装饰，以及盛大的宗教节日，有盛大的游行和隆重的弥撒。”

## 圣周庆祝活动
该堂是圣周庆祝活动的中心。 